# UFC 25
UFC 25: Ultimate Japan 3 fue un evento de artes marciales mixtas celebrado por Ultimate Fighting Championship el 14 de abril de 2000.

## Resultado
| Tarjeta principal  | Tarjeta principal | Tarjeta principal | Tarjeta principal | Tarjeta principal             | Tarjeta principal | Tarjeta principal | Tarjeta principal |
| Categoría          | Ganador           |                   | Perdedor          | Método                        | Ronda             | Tiempo            | Notas             |
| ------------------ | ----------------- | ----------------- | ----------------- | ----------------------------- | ----------------- | ----------------- | ----------------- |
| Peso semipesado    | Tito Ortiz        | derr.             | Wanderlei Silva   | Decisión (unánime)            | 5                 | 5:00              |                   |
| Peso pesado        | Ron Waterman      | derr.             | Satoshi Honma     | Decisión (unánime)            | 3                 | 5:00              |                   |
| Peso medio         | Sanae Kikuta      | derr.             | Eugene Jackson    | Sumisión (armbar)             | 1                 | 4:39              |                   |
| Peso medio         | Murilo Bustamante | derr.             | Yoji Anjo         | Sumisión (arm triangle choke) | 2                 | 0:31              |                   |
| Tarjeta preliminar |                   |                   |                   |                               |                   |                   |                   |
| Peso ligero        | Laverne Clark     | derr.             | Koji Oishi        | Decisión (mayoritaria)        | 3                 | 5:00              |                   |
| Peso medio         | Ikuhisa Minowa    | derr.             | Joe Slick         | TKO (corte)                   | 3                 | 1:54              |                   |